# Phare de Mahon River
Le phare de Mahon River (en anglais : Mahon River Light) est un phare situé à Port Mahon, Delaware (en) au sud de l'embouchure de la rivière Mahon, dans le comté de Kent, Delaware.
Il est inscrit au Registre national des lieux historiques depuis le 25 octobre 1979 sous le n° 79000624.

## Historique
Le phare de Mahon River original a été construit en 1903, pour remplacer celui de 1831, et consistait en une maison de gardien en bois de 2 étages avec une lanterne octogonale centrée sur le toit.
Il a été abandonné en 1955, et remplacé par une tourelle en acier à claire-voie avec une balise automatique. Le phare de 1903 a brûlé accidentellement en 1984.

### Réplique
Le pavillon du terrain de golf Jonathan's Landing à Magnolia a été construit comme une réplique du phare d'origine.

## Description
Le phare actuel est une tour métallique à claire-voie de 1 m de haut. Il émet, à une hauteur focale de 11 m, unéclat blanc par période de 4 secondes. Sa portée est de 7 milles nautiques (environ 13 km).
Identifiant : ARLHS : USA-464 ; USCG : 2-2415 ; Admiralty : J1289  .

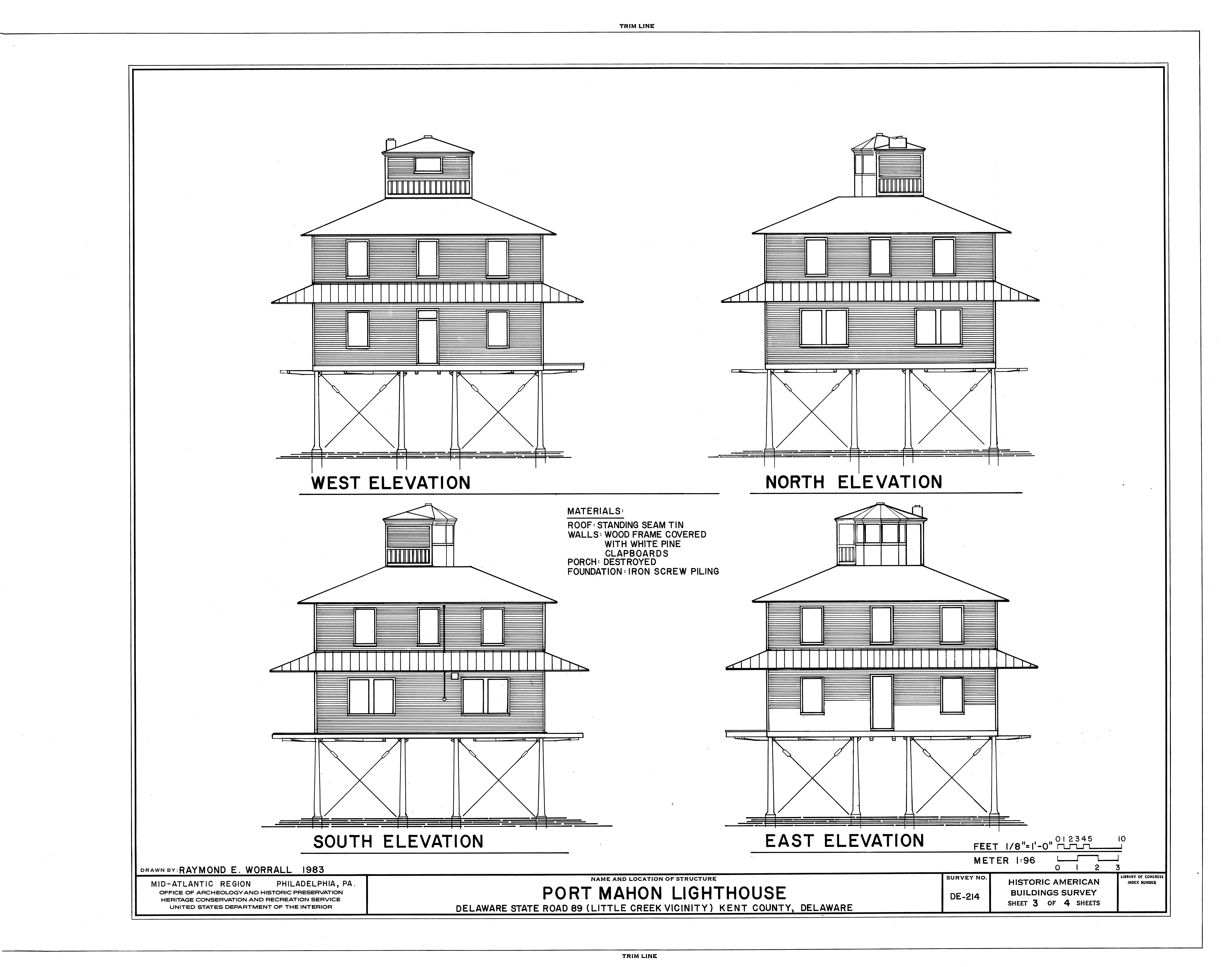
Plan du premier phare
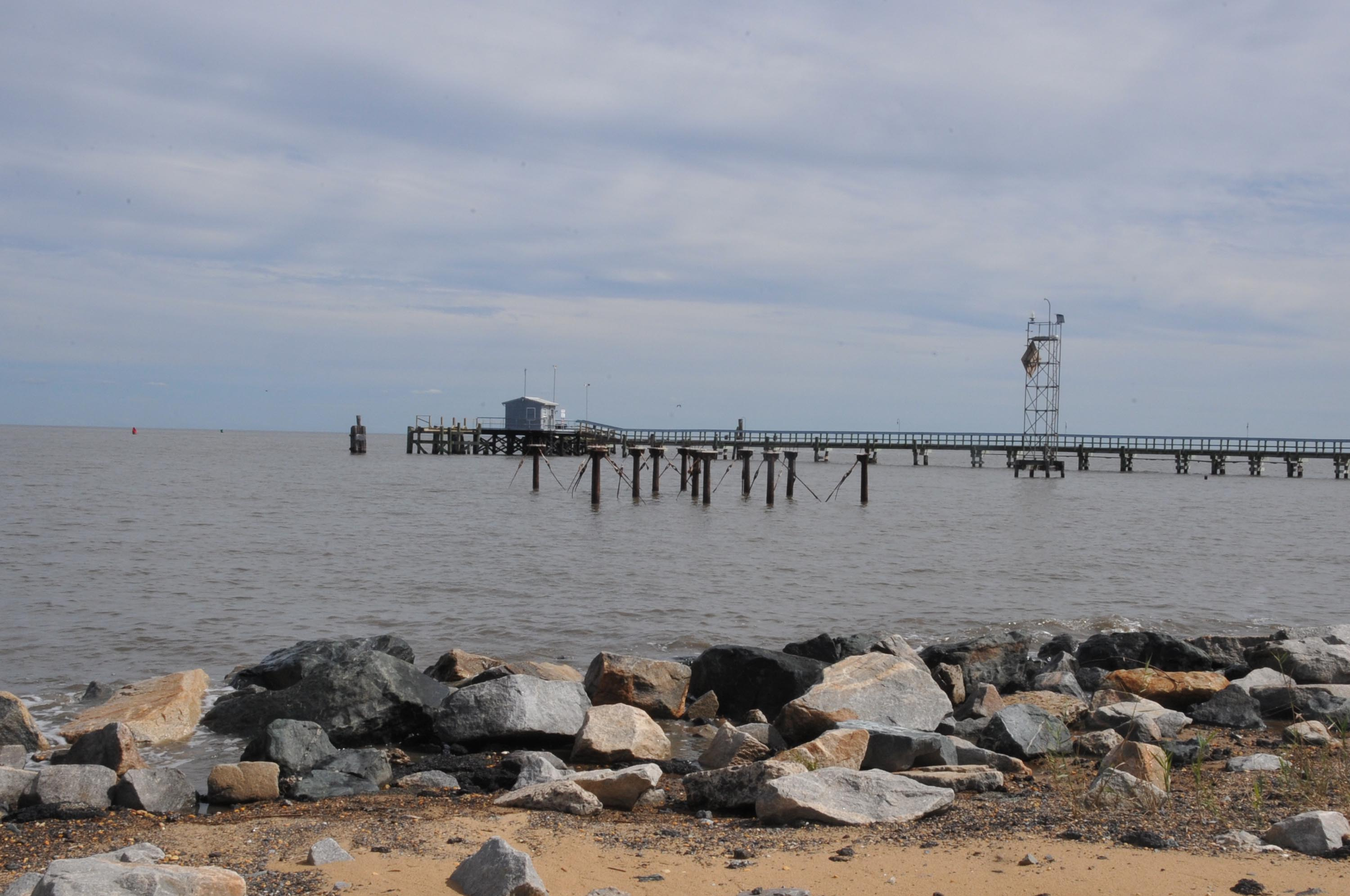
Le feu actuel

### Lien connexe
- Liste des phares du Delaware